# Cosmopterix themisto
Cosmopterix themisto là một loài bướm đêm thuộc họ Cosmopterigidae. Loài này có ở Brasil (Mato Grosso do Sul).
Cá thể trưởng thành được ghi nhận vào tháng 8.